# Départements du Tchad

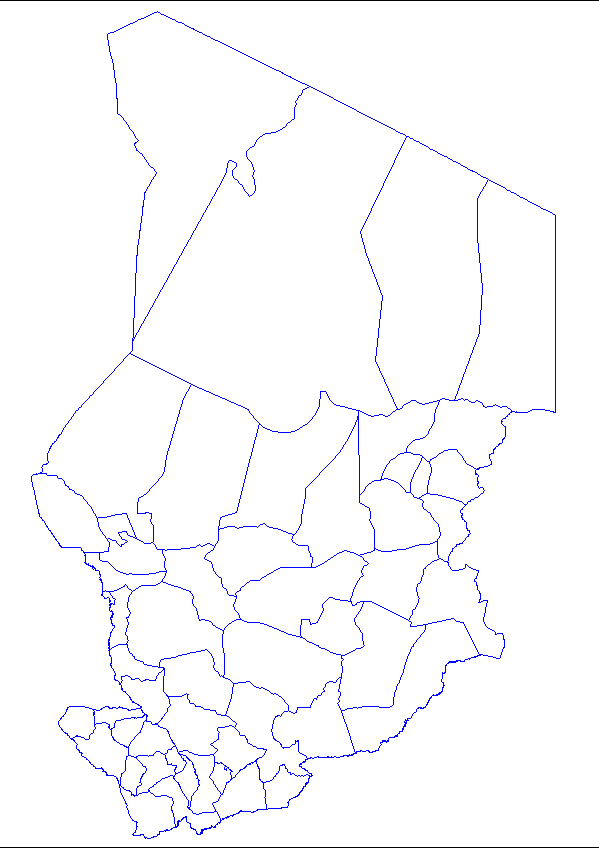
carte de Tchad

Le Tchad compte 107 départements (2018).

## Liste des départements par province

### Barh el Gazel
- Barh el Gazel Nord
- Barh el Gazel Sud
- Barh el Gazel Ouest
- Kleta

### Batha
- Batha Est
- Batha Ouest
- Fitri
- Ouadi Rimé

### Borkou
- Borkou
- Borkou Yala

### Chari-Baguirmi
- Baguirmi
- Chari
- Loug Chari

### Ennedi Est
- Amdjarass
- Wadi Hawar

### Ennedi Ouest
- Fada
- Mourtcha

### Guéra
- Barh Signaka
- Guéra
- Abtouyour
- Mangalmé

### Hadjer-Lamis
- Dababa
- Dagana
- Haraze Al Biar

### Kanem
- Nord Kanem
- Kanem
- Wadi Bissam

### Lac
- Fouli
- Kaya
- Mamdi
- Wayi
- Kouloukimé

### Logone Occidental
- Dodjé
- Lac Wey
- Ngourkosso
- Guéni

### Logone Oriental
- Nya Pendé
- Pendé
- Monts de Lam
- Nya
- Kouh-Est
- Kouh-Ouest

### Mandoul
- Barh Sara
- Mandoul Occidental
- Mandoul Oriental

### Mayo-Kebbi Est
- Mayo-Boneye
- Kabbia
- Mont d'Illi
- Mayo-Lémié

### Mayo-Kebbi Ouest
- Lac Léré
- Mayo-Dallah
- Mayo-Binder

### Moyen-Chari
- Barh Kôh
- Grande Sido
- Lac Iro

### Ouaddaï
- Abdi
- Assoungha
- Ouara

### Salamat
- Aboudeïa
- Barh Azoum
- Haraze-Mangueigne

### Sila
- Kimiti
- Djourouf Al Ahmar

### Tandjilé
- Tandjilé Est
- Tandjilé Ouest
- Tandjilé Centre
- Man-Mbague
- Manga

### Tibesti
- Tibesti Est
- Tibesti Ouest

### Wadi Fira
- Biltine
- Dar Tama
- Iriba
- Mégri

## Liste des départements par ordre alphabétique

### A
- Abdi
- Aboudeïa
- Abtouyour
- Amdjarass
- Assoungha

### B
- Baguirmi
- Barh Azoum
- Barh El Gazel Nord
- Barh El Gazel Ouest
- Barh El Gazel Sud
- Barh Köh
- Barh Sara
- Barh Signaka
- Batha Est
- Batha Ouest
- Biltine
- Borkou
- Borkou Yala

### C
- Chari

### D
- Dababa
- Dagana
- Dar Tama
- Djourouf Al Ahmar
- Dodjé

### F
- Fada
- Fouli
- Fitri

### G
- Grande Sido
- Guéni
- Guéra

### H
- Haraze Al Biar
- Haraze Mangueigne

### I
- Iriba

### K
- Kabbia
- Kanem
- Kaya
- Kimiti
- Kouh-Est
- Kouh-Ouest

### L
- Lac Iro
- Lac Léré
- Lac Wey
- Loug Chari

### M
- Mamdi
- Mandoul Occidental
- Mandoul Oriental
- Mangalmé
- Mayo-Binder
- Mayo-Boneye
- Mayo-Dallah
- Mayo-Lémié
- Mégri
- Mont d'Illi
- Monts de Lam
- Mourtcha

### N
- Ngourkosso
- Nord Kanem
- Nya
- Nya Pendé

### O
- Ouadi Rimé
- Ouara

### P
- Pendé

### T
- Tandjilé Centre
- Tandjilé Est
- Tandjilé Ouest

### W
- Wadi Bissam
- Wadi Hawar
- Wayi

## Liste des anciens départements
- Ennedi Est
- Ennedi Ouest
- Tibesti Est (2008-2018)
- Tibesti Ouest (2008-2018)